# Іньямбане (провінція)
Іньямбане (порт. Inhambane) - провінція в Мозамбіку. Площа провінції дорівнює 68 615 км². Чисельність населення 1 301 967 чоловік (на 2007). Адміністративний центр - місто Іньямбане.

## Географія
Провінція Іньямбане знаходиться в південно-східній частині Мозамбіку. На північ від неї розташована провінція Софала, на північний захід - провінція Маніка, на захід - провінція Газа. На схід від Іньямбане лежить Індійський океан.
Клімат в провінції Іньямбане тропічний, вологий на узбережжі, і сухіший в глибинних районах. Уздовж узбережжя численні мангрові болота.

## Історія
Вперше європейці відвідали місцевість Іньямбане в 1498 році (експедиція Васко да Гама). Перше португальське поселення виникло тут в 1534 році.

## Адміністративний поділ

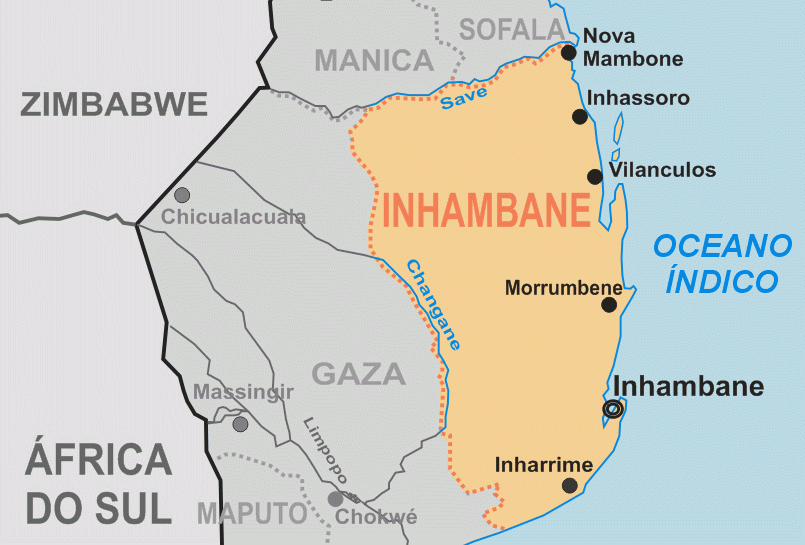
Адміністративна карта провінції Іньямбане.

Провінція розділена на 12 дистриктів і 4 муніципалітети.

### Дистрикт
- Funhalouro
- Govuro
- Homoíne
- Inharrime
- Inhassoro
- Jangamo
- Mabote
- Massinga
- Morrumbene
- Panda
- Vilanculos
- Zavala

### Муніципалітети
- Inhambane (cidade)
- Massinga (vila)
- Maxixe (cidade)
- Vilanculos (vila)

## Економіка
Основне заняття місцевих жителів - сільське господарство і рибальство. У провінції вирощують горіхи кеш'ю (друге місце в Мозамбіці після провінції Нампула), цитрусові, кокосові горіхи.
| Мозамбік | Це незавершена стаття з географії Мозамбіку. Ви можете допомогти проєкту, виправивши або дописавши її. |